# 大須観音通
大須観音通（おおすかんのんどおり）は、愛知県名古屋市中区大須2丁目にある東西の通り（全蓋式アーケード商店街）。
全長約150メートル。西端は大須観音、東端は本町通であり、富士浅間神社にも近い。戦前の名称は浅間通（せんげんどおり）、戦後の1994年（平成6年）までの名称は大須通（おおすどおり）。商店会の名称は大須観音通商店街振興組合。

## 歴史

### 戦前の歴史
慶長17年（1612年）、徳川家康の命（清洲越し）によって大須観音が現在地に移転した。名古屋城下の軸であった本町通から大須観音に向かう通りとしてまず築かれたのは仁王門通であり、次いで浅間通が築かれた。
1938年（昭和13年）時点では本町通と交差する東端に鳥居があり、富士浅間神社のある角にも鳥居があった。同年時点では後の大須観音から料亭八千久までが浅間小路、港座から本町通までは浅間通という名称だった。戦前の浅間通には映画館、芝居小屋、射的場、飲み屋などが建ち並んでいた。

### 戦後の歴史

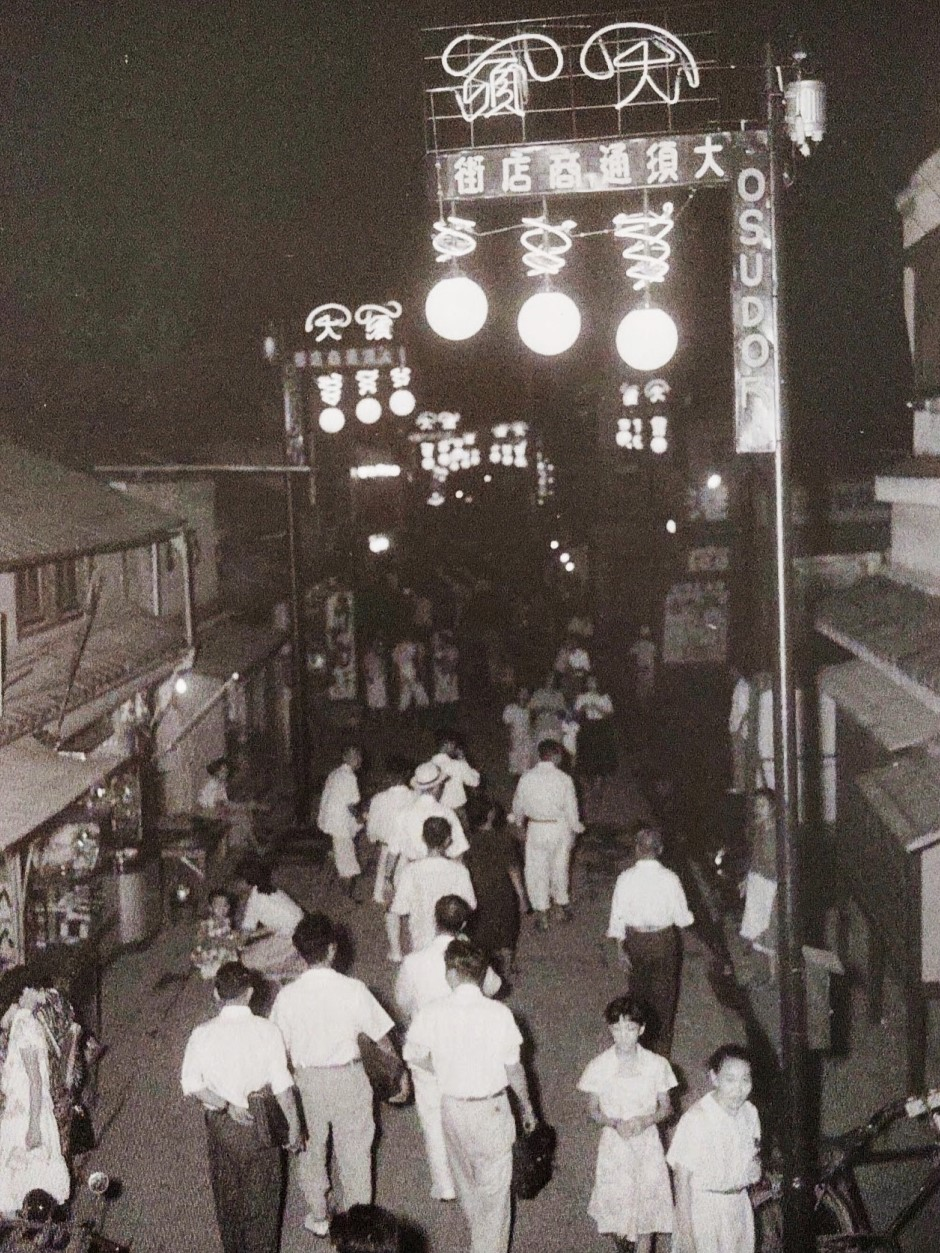
1951年の大須通

戦後にはかつての浅間通が大須通と呼ばれた。1951年（昭和26年）8月28日、大須通商店街に街路灯（ネオン）が設置された。戦後に名古屋市で初めてパチンコ店ができたのは大須通である。1960年代前半の大須通には港座、太陽館、名画座などの映画館があった。
1957年（昭和32年）から1963年（昭和38年）にかけて、万松寺通、仁王門通、東仁王門通などに相次いで全蓋式アーケードが設置された。大須通と仁王門通でも同時期に建設を行い、1963年（昭和38年）7月23日には揃って全蓋式アーケードの完工式が行われた。大須通の全蓋式アーケードは全長160メートル、幅6メートル、高さ8メートルであり、総工費は2500万円。
2010年（平成22年）9月7日、街路灯の照明を水銀灯からLEDに改修した。

## 施設

### 現存する施設
- KOMEHYO名古屋本店きもの館
- セリア大須北店

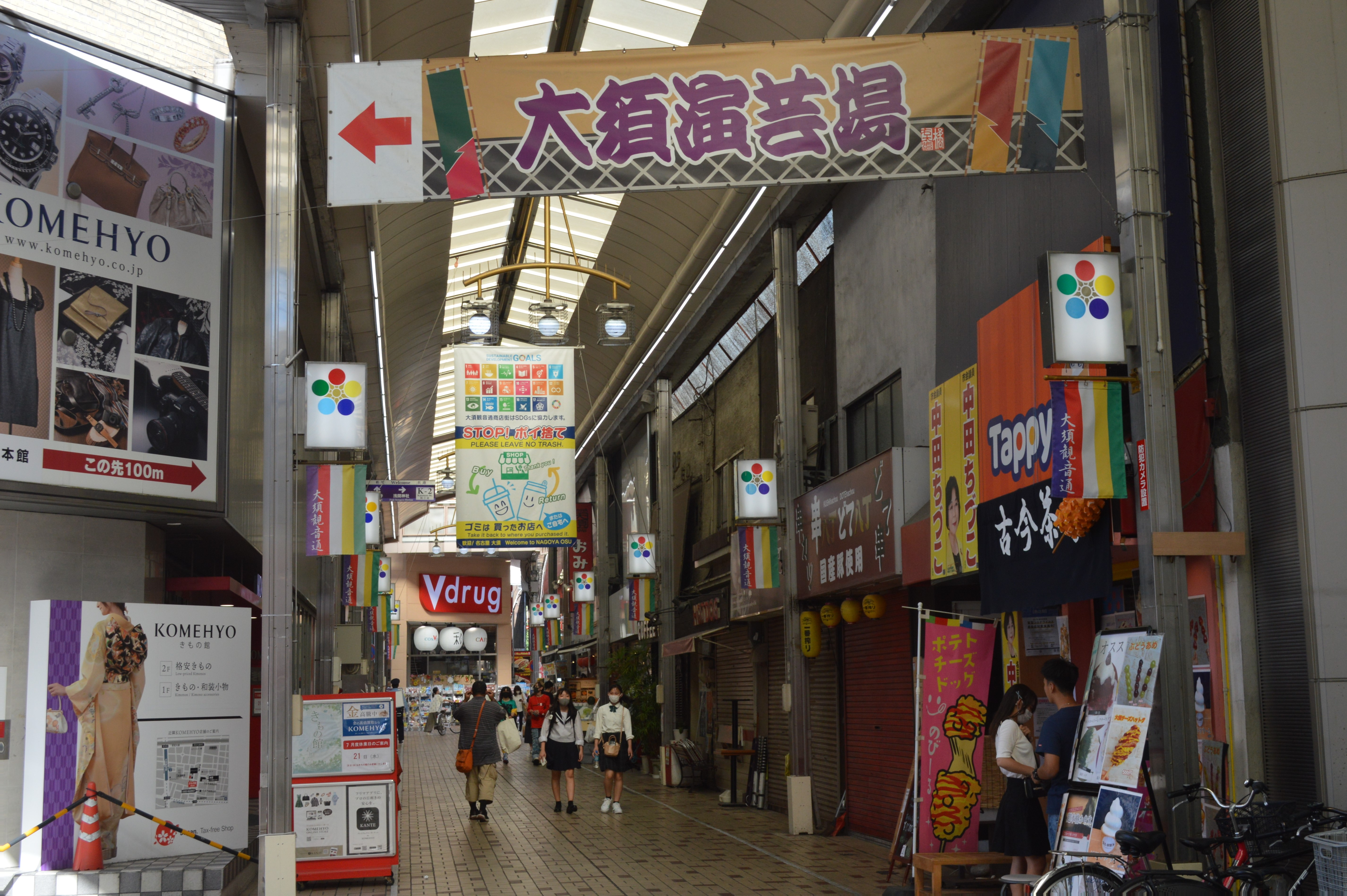
アーケード内部

- 第3アメ横ビル - 商業ビル。2013年（平成25年）3月1日開業[9]。うなぎ料理店の宮田楼の跡地[9]。
- 大須演芸場 - 落語の寄席。
- 大須観音
- 富士浅間神社
- 那古野山古墳公園 - 2022年（令和4年）2月に改修が完了し、那古野山公園から那古野山古墳公園に改称した[10]。同時に大須観音通にあった「清寿院の柳下水」のモニュメントが移設された[11][10]。

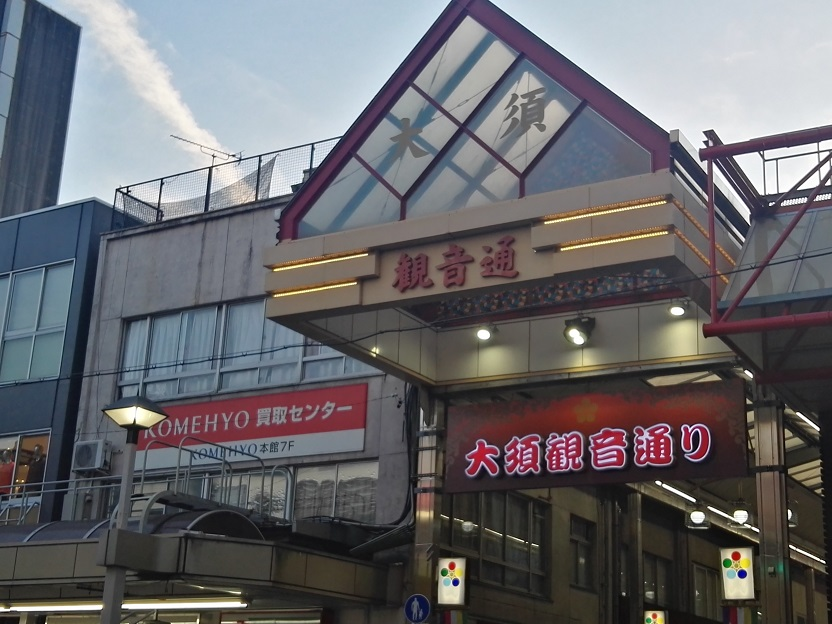
東端部
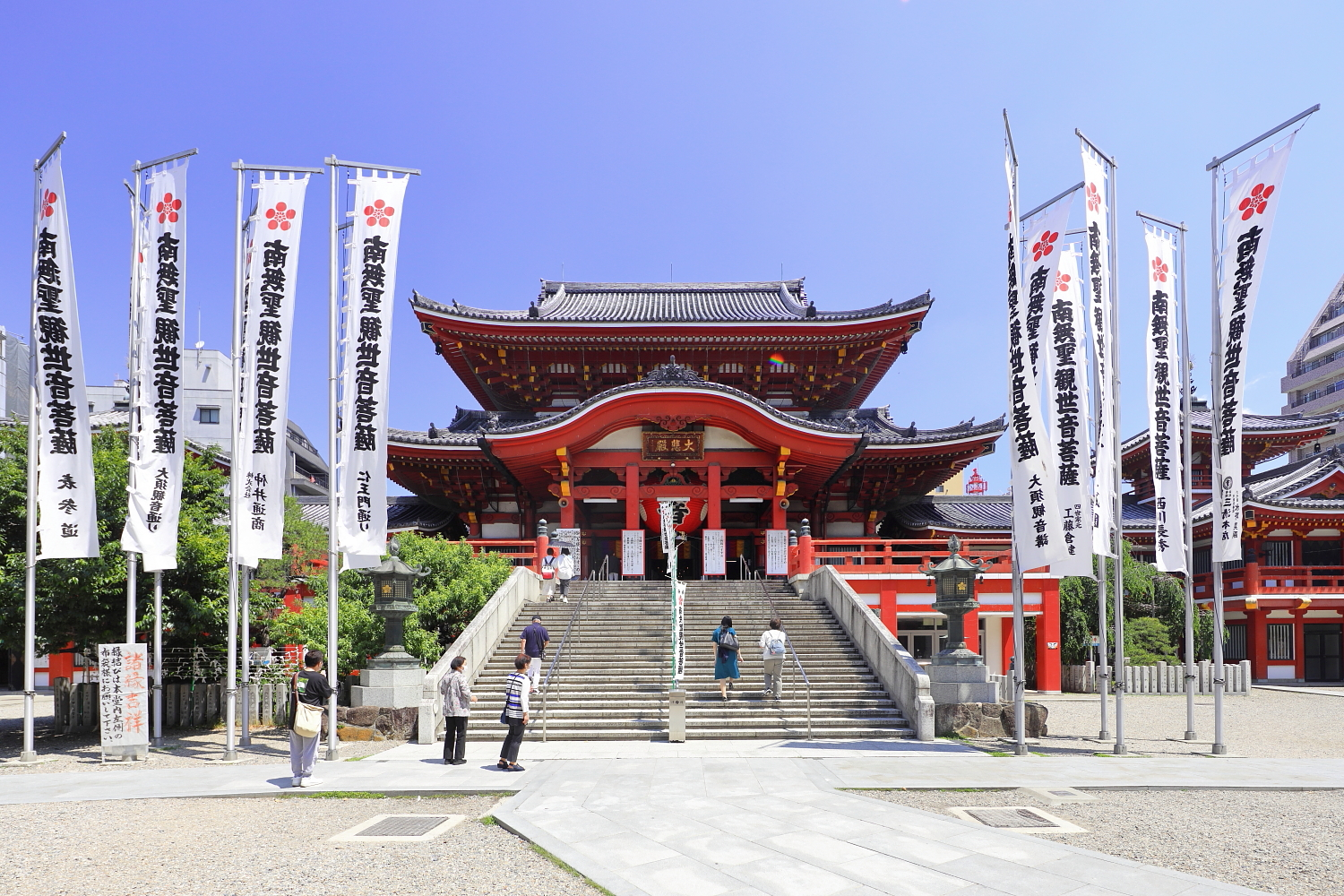
大須観音
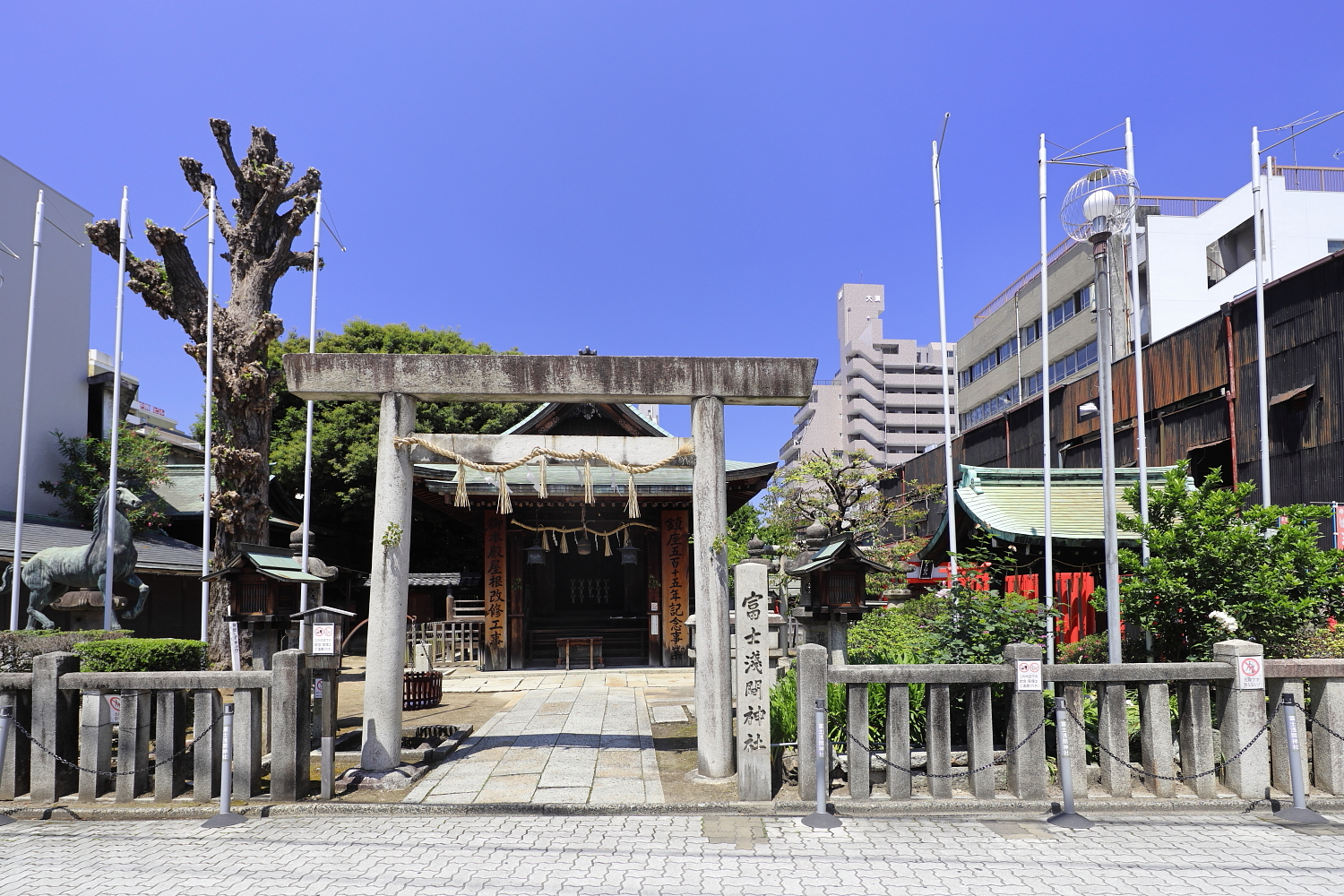
富士浅間神社
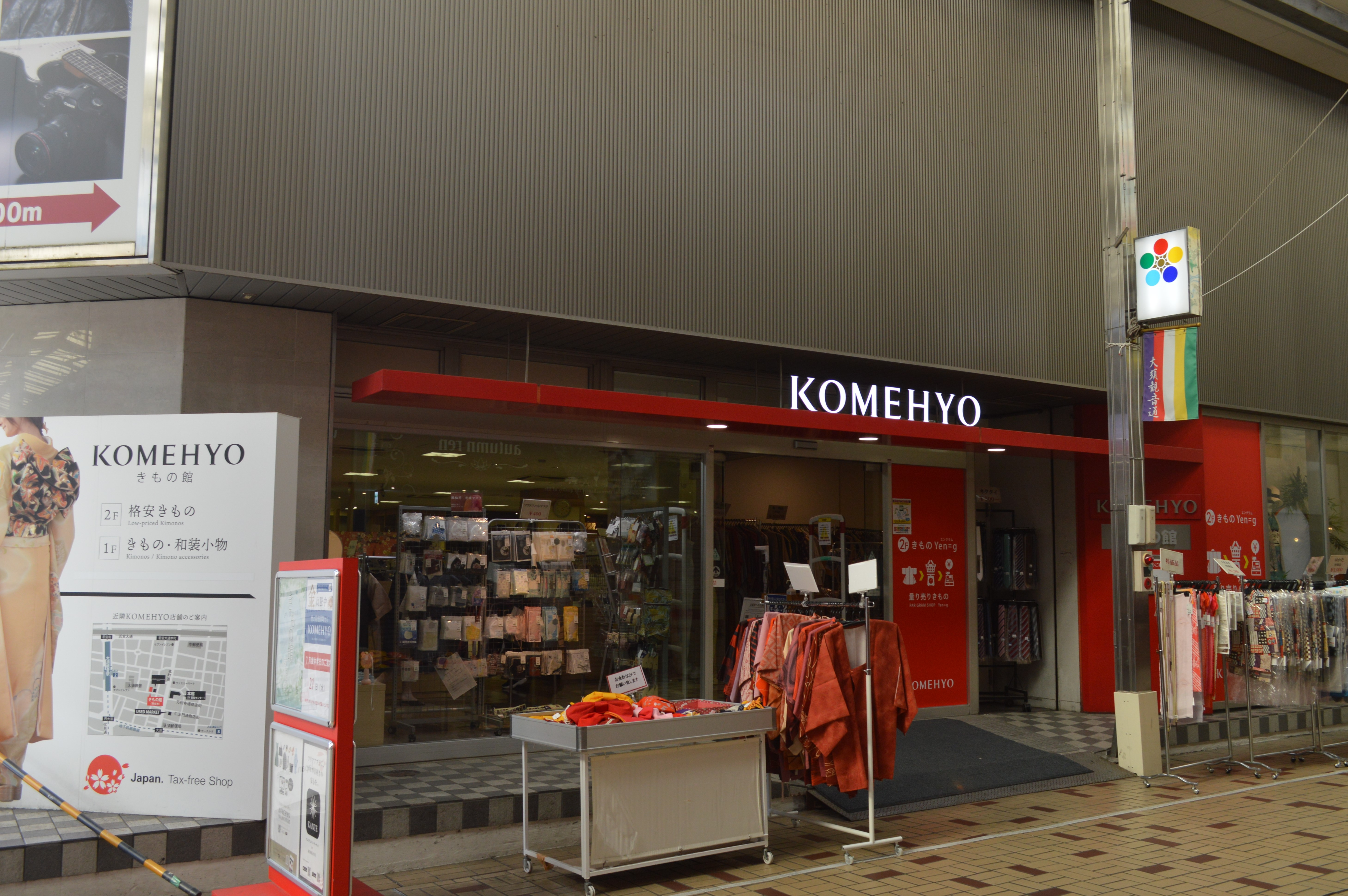
KOMEHYO名古屋本店きもの館
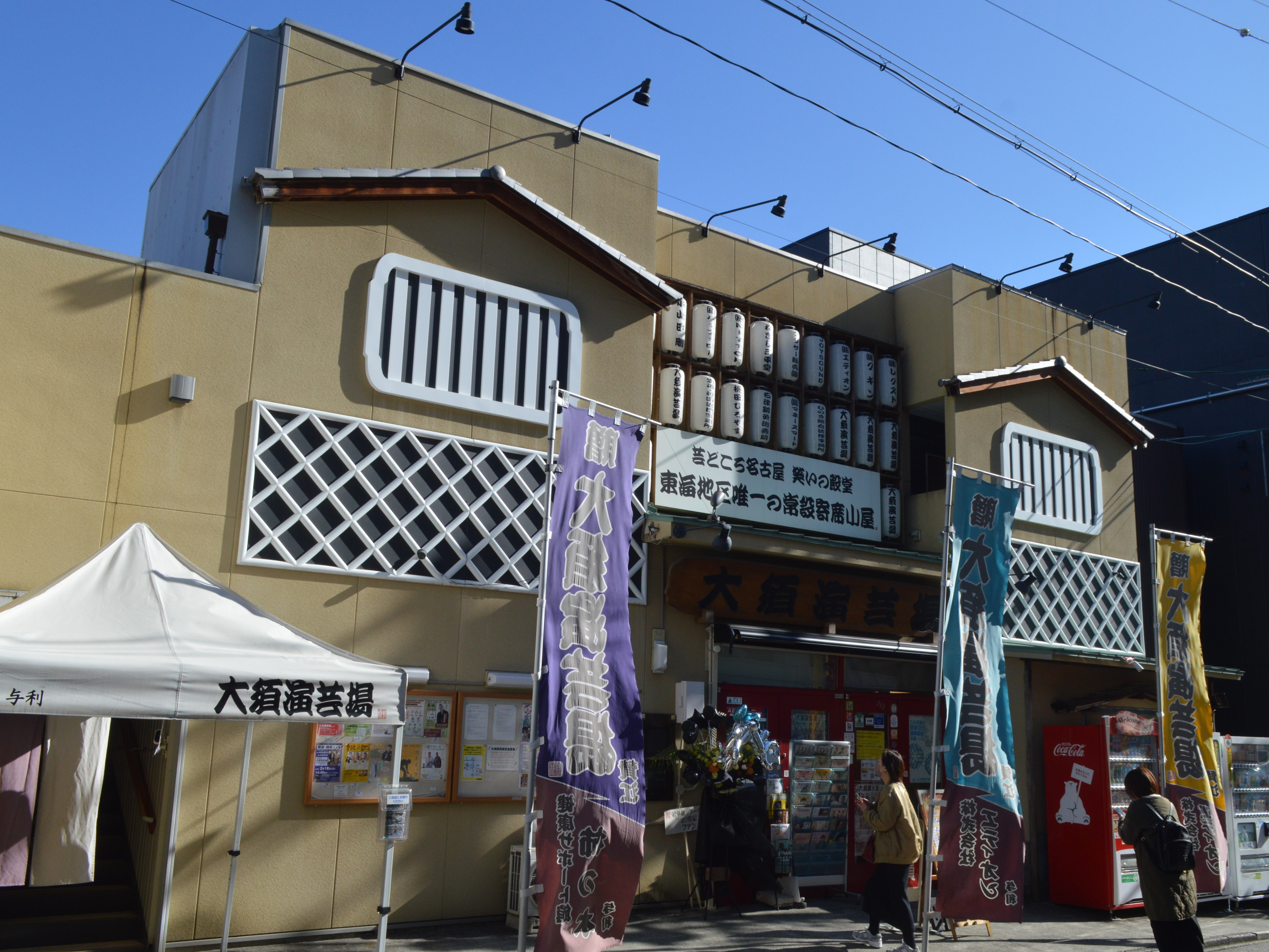
大須演芸場
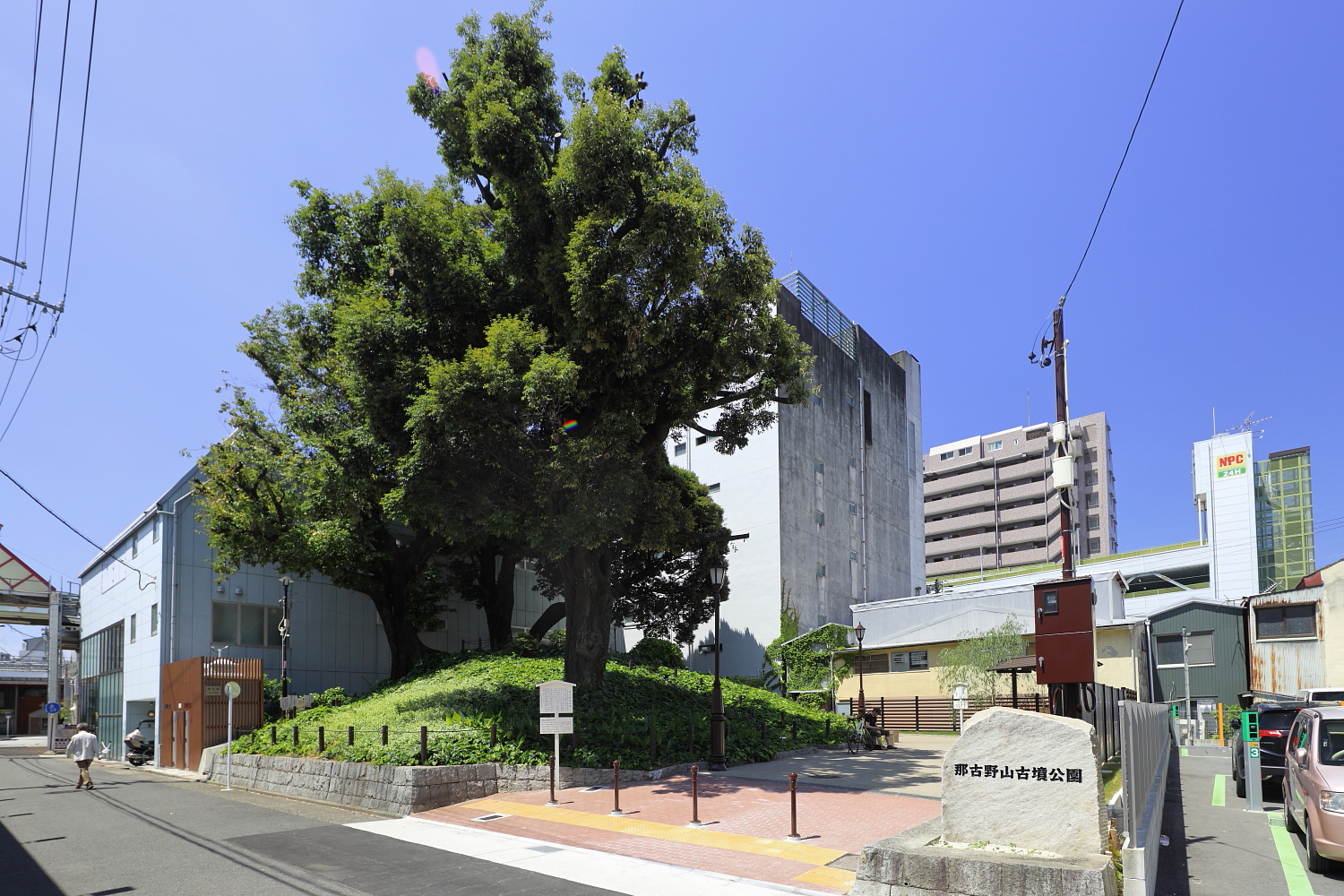
那古野山古墳

### 現存しない施設

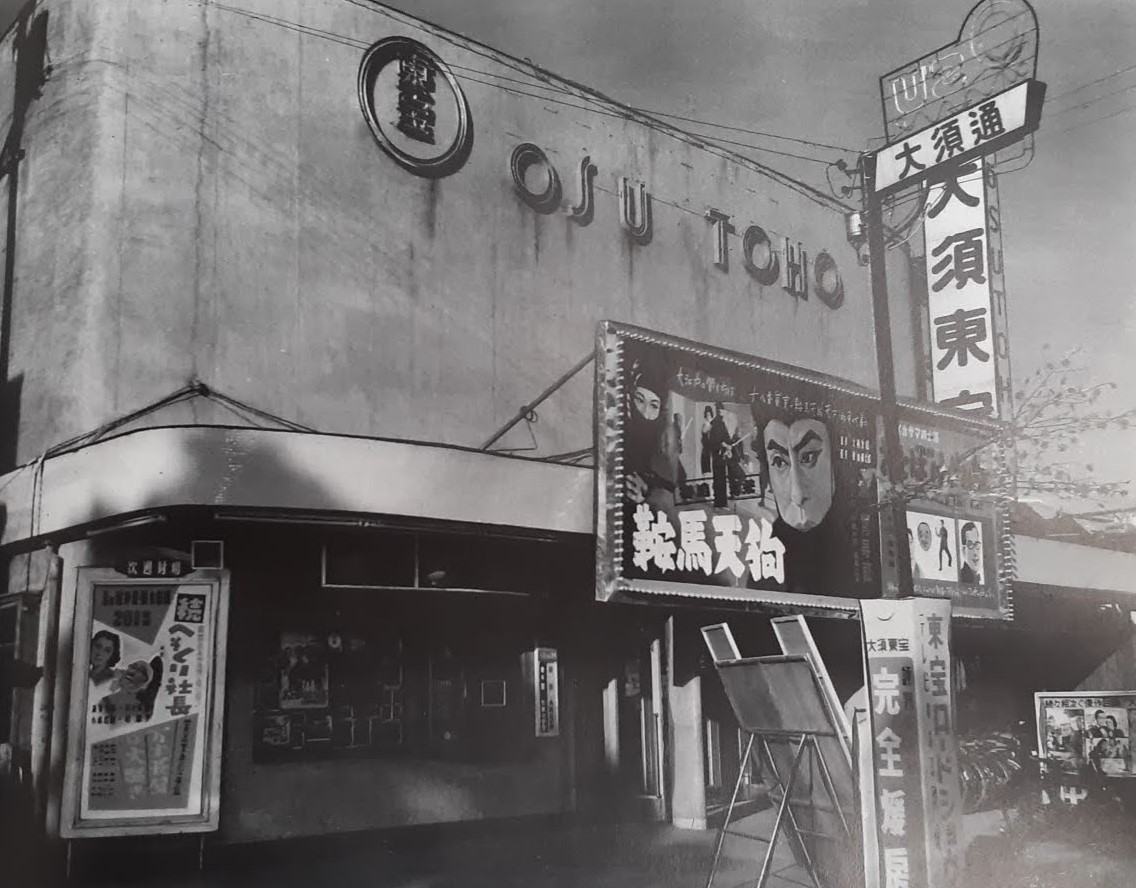
1956年の大須東宝（太陽館）

- 太陽館 - 映画館[12]。文明館と電気館に次いで大須で3番目の活動写真館として[13]、1912年（明治45年）7月5日に開館した[14]。1921年（大正10年）1月5日には古川為三郎の経営に代わって新装開館した[15]。その後日本を代表する実業家となった古川が最初に手掛けた映画館である[16]。戦後には大須グランド劇場、ムービー太陽、大須東宝、太陽館と名を変え[17]、1985年（昭和60年）3月29日をもって閉館した[16]。建物前には尾張名古屋の三名水と呼ばれた柳下水の井戸があった。
- 港座 - 映画館[12]。1914年（大正3年）に芝居小屋として開館し、1920年（大正9年）9月20日に映画館化した。戦後には跡地の一部に大須演芸場が開館し、さらに跡地に愛知県中小企業福祉会館が竣工した。
- 八千久 - 料亭。明治初頭、松浦弥一によって漬物店として創業し、数年後に従兄弟の松浦弥兵衛によって料亭も開業した[18]。名古屋市では名の知られた料亭であり、松坂屋初代社長の伊藤祐民なども贔屓にしていた[18]。1937年（昭和12年）2月1日に名古屋駅が開業した際、駅弁の立ち売りと社内での販売を開始し、全国駅弁連合会会長を務めた時期もある。1938年（昭和13年）1月2日、伊藤祐民好みの数寄屋造りに改築して営業を再開した。覚王山に支店を構えていた[19]。浅間通を挟んで向かいには料亭の泉竹もあった[12]。
- 愛楽園 - 小料理屋兼旅館[5]。名古屋市立門前小学校が移転した後、1902年（明治35年）秋には跡地に菊人形の展示場である花屋敷ができたが、数年後に焼失して跡地に愛楽園ができた[5]。1932年（昭和7年）頃に廃業した[5]。
- うまいもの横丁 - 浅間通から仁王門通に抜ける路地[12]。
- 愛知県中小企業福祉会館

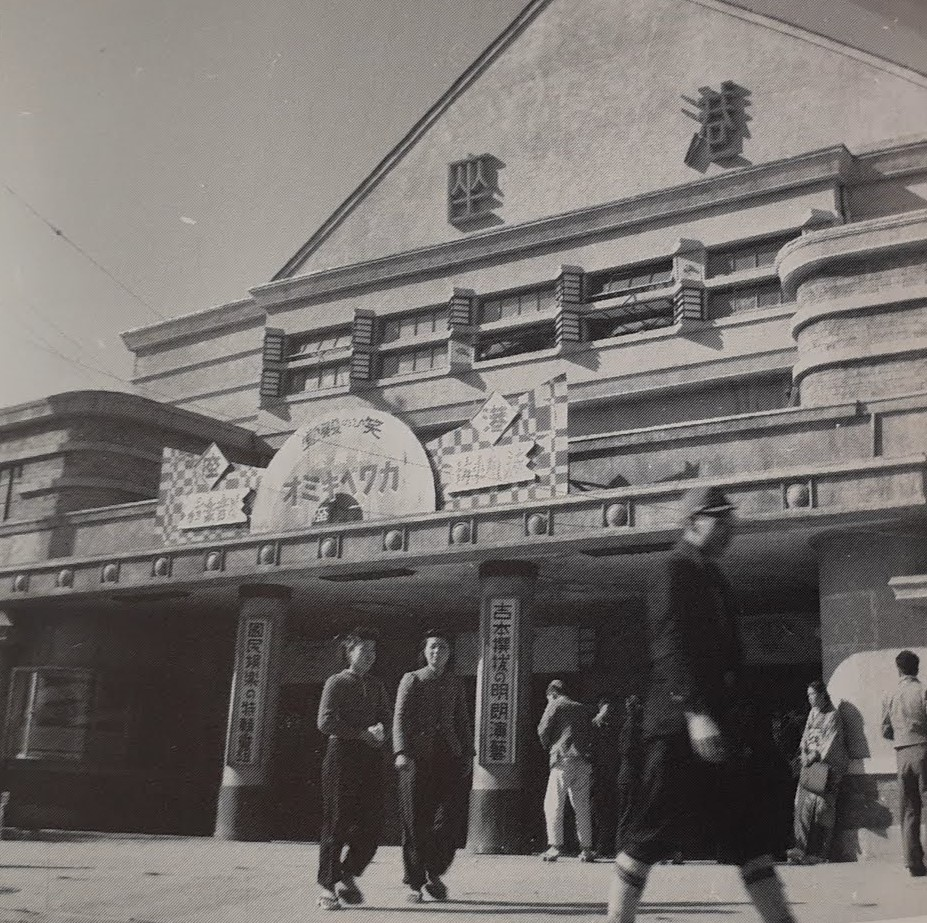
港座